# Križevci pri Ljutomeru
Križevci pri Ljutomeru este o localitate din comuna Križevci, Slovenia, cu o populație de 491 de locuitori.